# Eugen Rex

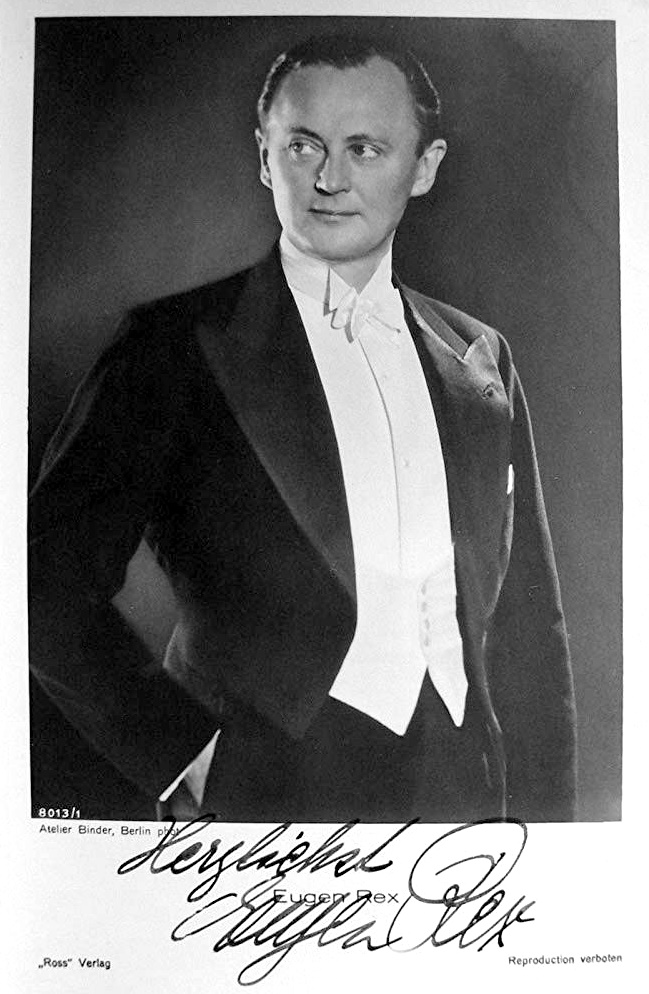
Eugen Rex.

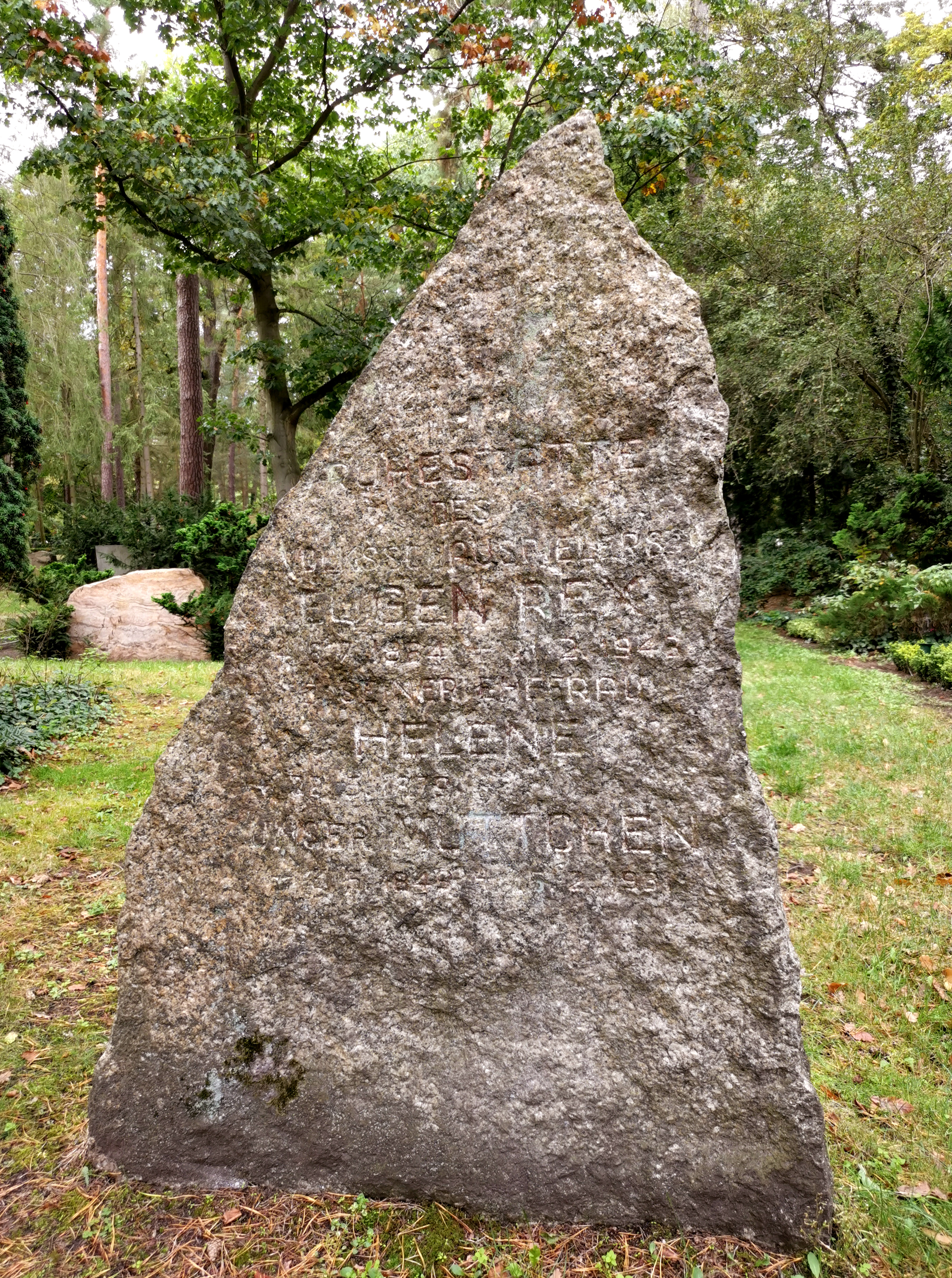
Grab auf dem Friedhof In den Kisseln in Berlin-Spandau (Abt. L)

Eugen Rex (* 8. Juli 1884 in Berlin; † 21. Februar 1943 ebenda) war ein deutscher Schauspieler.

## Leben
Der gelernte Bauzeichner nahm Schauspielunterricht bei Max Adriano und debütierte 1905 am Sommertheater in Schlangenbad-Soden. 1905/06 spielte er am Apollo-Theater Nürnberg und am Stadttheater St. Gallen.
Von 1907 bis 1911 gehörte er zum Ensemble des Stadttheaters Mainz, 1911 bis 1914 war er am Hoftheater Karlsruhe engagiert. Ab Herbst 1914 agierte er in Berlin am Theater in der Königgrätzer Straße und diente gleichzeitig ab 1915 als Offizier im Ausbildungsdienst.
1916 wechselte er zum Deutschen Theater, 1918 zum Metropoltheater und 1919 zum Theater am Nollendorfplatz. Seit 1920 trat er als freischaffender Schauspieler an verschiedenen Berliner Bühnen auf, teilweise mit eigenen Stücken und Sketchen.
Von nun an erhielt die Arbeit für den Film bei Eugen Rex große Bedeutung. Bereits 1919 führte er auch Regie, beschränkte sich danach aber fast ganz auf die Tätigkeit als Schauspieler. Rex verkörperte hauptsächlich schrullige Kleinbürger, pedantische Beamte und Staatsdiener aller Art. Im Jahr 1929 wurde Eugen Rex zum Vorstandsmitglied der neu gegründeten Vereinigung Berliner Bühnenkünstler gewählt.
1933 schloss er sich der NSDAP an. Er wurde 1933 Führerrat der Reichsfachschaft Film und 1934 Aufsichtsrat der Pensionsanstalten der Genossenschaft deutscher Bühnenangehöriger. 1935 übernahm er die Leitung der Heidelberger Reichsfestspiele.
Rex war gegen Ende der 1930er Jahre wieder verstärkt an Berliner Theatern zu sehen, so 1938/39 am Lessingtheater in Krach um Jolanthe. Auch seine eigenen Bühnenstücke und die beiden Operetten Stern von Araschi und Güldüna kamen zur Aufführung. Von 1940 bis 1943 wirkte er am Theater am Schiffbauerdamm. Eine seiner letzten Filmrollen war in dem Kriminalfilm Verdacht auf Ursula der Gerichtsrevisor Hobelglas, welcher ständig durch seinen Hund abgelenkt wird.
Eugen Rex ist auf dem Friedhof In den Kisseln im Berliner Bezirk Spandau begraben.

## Filmografie
- 1918: Die gestohlene Seele
- 1918: Ferdinand Lassalle – Des Volkstribunen Glück und Ende
- 1918: Die Dame, der Teufel und die Probiermamsell
- 1918: Dida Ibsens Geschichte
- 1919: Homo sum
- 1919: Die Reise um die Erde in 80 Tagen
- 1919: Die Frau im Käfig
- 1919: Der blasse Albert (nur Regie)
- 1919: Der Harlekin (auch Regie)
- 1919: Hannemann, ach Hannemann
- 1919: Ut mine Stromtid
- 1919: Das einsame Wrack
- 1920: Die Prinzessin vom Nil
- 1920: Der verbotene Weg
- 1920: Der Dummkopf
- 1921: Susanne Stranzky
- 1921: Das Gelübde
- 1921: Der Roman eines Dienstmädchens
- 1921: Der Schatten der Gaby Leed
- 1922: Die Dame und ihr Friseur
- 1922: Der brennende Acker
- 1922: Der Liebesroman des Cesare Ubaldi
- 1923: Tragödie der Liebe
- 1923: Nanon
- 1923: Die Magyarenfürstin
- 1923: Der Puppenmacher von Kiang-Ning
- 1923: Schatten
- 1923: Vineta – die versunkene Stadt
- 1923: Der Seeteufel
- 1923: Alt-Heidelberg
- 1924: Die Todgeweihten
- 1924: Der geheime Agent
- 1924: Der Aufstieg der kleinen Lilian
- 1924: Mensch gegen Mensch
- 1924: Die Puppe vom Lunapark
- 1924: Titus Thavons Generalcoup/Der gestohlene Professor
- 1925: Sündenbabel
- 1925: O alte Burschenherrlichkeit (auch Regie und Co-Drehbuch)
- 1925: Wenn Du eine Tante hast
- 1925: Die Dame aus Berlin
- 1926: Der Stolz der Kompagnie
- 1926: Die Welt will belogen sein
- 1926: Liebeshandel
- 1927: Die leichte Isabell
- 1927: Die drei Niemandskinder
- 1927: Notschrei hinter Gittern
- 1929: Sündig und süß
- 1929: Gestörtes Ständchen
- 1929: Die Hasenpfote
- 1930: Paramount-Parade (nur deutsche Fassung)
- 1930: Besuch um Mitternacht
- 1930: Die Lindenwirtin
- 1930: Die Csikosbaroneß
- 1930: Kasernenzauber
- 1930: Bockbierfest
- 1930: Verklungene Träume
- 1930: In Wien hab’ ich einmal ein Mädel geliebt
- 1930: Tänzerinnen für Süd-Amerika
- 1931: Der Weg nach Rio
- 1931: Kopfüber ins Glück
- 1931: Der Liebesarzt
- 1931: Schatten der Unterwelt
- 1931: Der Kongreß tanzt
- 1931: Der Hauptmann von Köpenick
- 1931: Wenn die Soldaten...
- 1931: Zwischen Nacht und Morgen
- 1931: Der Herr Finanzdirektor
- 1931: Kyritz – Pyritz
- 1931: Schützenfest in Schilda
- 1931: Der Herr Büroversteher
- 1931: Bobby geht los
- 1931: Der Hochtourist
- 1932: Aufforderung zum Tanz
- 1932: Das Millionentestament
- 1932: Die elf Schill’schen Offiziere
- 1932: Wie kommen die Löcher in den Käse?
- 1932: Liebe in Uniform
- 1932: Spione im Savoy-Hotel
- 1932: Ich bei Tag und Du bei Nacht
- 1932: An heiligen Wassern
- 1932: Marion, das gehört sich nicht
- 1932: Das Schiff ohne Hafen
- 1932: Welle 4711
- 1933: Ich und die Kaiserin
- 1933: Die Blume von Hawaii
- 1933: Die Nacht im Forsthaus
- 1933: Was ist die Welt?
- 1933: Schüsse an der Grenze
- 1933: Ein Unsichtbarer geht durch die Stadt
- 1933: Die Wette
- 1933: Kleines Mädel – großes Glück
- 1933: Der streitbare Herr Kickel
- 1933: Schwarzwaldmädel
- 1933: Wenn ich König wär!
- 1934: Konjunkturritter
- 1934: Selbst ist der Mann
- 1934: Ein schwerer Junge
- 1934: Freut Euch des Lebens
- 1934: Aufforderung zum Tanz
- 1934: Der Gedankenleser
- 1934: Nur nicht weich werden, Susanne!
- 1935: Lärm um Weidemann
- 1935: Wenn einer eine Reise tut
- 1935: Das Einmaleins der Liebe
- 1935: Die selige Exzellenz
- 1935: Die letzte Fahrt der Santa Margareta
- 1936: Hans im Glück
- 1936: Mädchenräuber
- 1936: Der geheimnisvolle Mister X
- 1936: Tante Clementine
- 1936: Inkognito
- 1936: Wir gratulieren
- 1936: Klein aber mein
- 1936: Blinder Eifer
- 1937: Der Mann an der Wand
- 1938: Gute Reise, Herr Meyer
- 1938: Skankal um den Hahn
- 1938: Stärker als die Liebe
- 1938: Menschen, Tiere, Sensationen
- 1939: Verdacht auf Ursula
- 1940: Die Rothschilds
- 1942: Der Hochtourist
- 1942: Maske in Blau
- 1943: Fritze Bollmann wollte angeln